# Francisco Dueñas
Pour les articles homonymes, voir Dueñas (homonymie).
Francisco Dueñas Díaz (San Salvador, Salvador, 3 décembre 1810 - San Francisco, États-Unis, 4 mars 1884) est un homme politique salvadorien, dirigeant du parti conservateur. Il est président de la république pendant plusieurs périodes entre 1851 et 1871, et a aussi été nommé sénateur, vice-président, président par intérim et président constitutionnel. 
Après la défaite de Gerardo Barrios, les forces du général Rafael Carrera assument la présidence du Salvador. Dueñas se maintient grâce à des amendements apportés à la Constitution jusqu'à la révolution de 1871, portée par le général Santiago González. 

## Biographie

### Jeunesse et éducation
Francisco, est né le 3 décembre 1810 à San Salvador. Ses parents sont José Miguel Dueñas et Secundina Díaz. 
Il a fait ses études au couvent de Santo Domingo de San Salvador, propriété aujourd'hui possédée par la cathédrale métropolitaine, puis au couvent du même ordre que celui de la ville de Guatemala, où il intègre les ordres mineurs en 1827. Il les abandonne en 1829 quand est ordonné le bannissement des membres réguliers des ordres religieux, exil duquel il a été sauvé grâce à son abstention. 
Après l'expulsion et l'interdiction des institutions monastiques en Amérique centrale, Francisco Dueñas entra à l' Académie des sciences du Guatemala où il étudie le droit, obtenant un doctorat en 1836. Il obtient du Vatican sa sécularisation en décembre 1842. 

### Carrière politique
De retour au Salvador, il est élu député au Congrès fédéral d'Amérique centrale en 1837 et en devient secrétaire en 1838. 
Lorsque Francisco Morazán devient chef de l'État du Salvador, il est nommé secrétaire général adjoint du Bureau, fonctions qu'il occupa de août 1839 à février 1840 ; plus tard, il travaille à la Cour générale des impôts. 
Il est magistrat à la Cour suprême de justice de 1842 à 1845 
Sous l'administration du général Joaquín Eufrasio Guzmán, il est ministre général (1845-1846). Il a également occupé des fonctions dans l'administration d'Eugenio Aguilar (1846-1848), lorsqu'il est devenu ministre plénipotentiaire à Guatemala (août 1848); il est élu sénateur en 1849, et se présente à la présidence en 1850, empêché par la réélection de Doroteo Vasconcelos. 
De 1848 à 1854, il est recteur de l'Université du Salvador. 
Après la défaite de Doroteo Vasconcelos à la bataille de la Arada, il assume la présidence du Salvador, en alternance avec le vice-président José Félix Quirós. 
Depuis lors, Dueñas est appelé à l'exercice de la présidence, dirigeant pendant l'élection de Doroteo Vasconcelos. Il est par la suite élu président pour la période 1852-1854 ; sous l'administration de Rafael Campo, il est élu vice-président et exerce le pouvoir exécutif en février et de mai à juillet 1856. Au cours de son mandat, il ordonne la mobilisation de 800 hommes au Nicaragua, sous le commandement du général Ramón Belloso, afin qu'ils combattent dans la guerre contre les flibustiers. 

### Conflits avec le général Barrios

#### La rébellion des huit jours
Après le retour des troupes de la guerre du Nicaragua et le renvoi du général Barrios au poste de chef des armées, ce dernier fit appel au vice-président Dueñas, qui accepta de déposer le président Rafael Campo ; dans la proclamation faite par Barrios lors de ladite rébellion, il déclare expressément qu'il « ne reconnait aucune autorité autre que le vice-président Dueñas ». 
Dueñas est ensuite envoyé pour ouvrir le dialogue avec Campo et lui proposer les conditions de sa démission. Devant le président, à Cojutepeque, et malgré ce qui avait été convenu avec le général Barrios, il renie publiquement ce dernier et jure allégeance à Campo. 
La crise est résolue avec la reddition du général Barrios devant le président Campos grâce à l'intervention du colonel José María San Martín. 

#### Exil au Guatemala
Après la démission de Miguel Santín del Castillo de la présidence en 1859 et la promotion ultérieure du général Barrios, Dueñas, comprenant sa situation, décide d'émigrer au Guatemala. Il revient en 1860 grâce à une amnistie. mais il est exilé à nouveau en 1861, accusé de complot par les troupes barristes. 
Au cours de ce dernier exil, il devient le chef de l'opposition au régime Barrios, installé au Guatemala, une force qui est décisive en 1863.

### Dernière présidence (1863-1871)
Lorsque l'invasion du Salvador par le général Rafael Carrera a commencé, Francisco Dueñas s'est déclaré président provisoire du Salvador en juin 1863, dans la ville de Santa Ana ; cette ville est occupée par l'armée expéditionnaire du Guatemala et du Nicaragua en octobre 1863 : il assume complètement la présidence du pays, se présentant comme le leader de la révolution triomphante. 
Plus tard, aux débuts de 1864, il réunit à une Assemblée Constituante qui le légitime pour qu'il puisse se maintenir dans sa fonction jusqu'aux élections de 1865, qu'il gagne. L'Assemblée Générale de la République, par décret du 23 janvier 1865, le déclare élu pour la période s'étendant du 1er février 1865 au 1er février 1869. 
La Constitution de 1864 permet une réélection au président de la République : Il se présente comme candidat, l'Assemblée générale, par décret du 19 janvier 1869, le déclarant élu pour la période du 1er février 1869 au 1er février 1873. Cette dernière période de Dueñas à la présidence se caractérise par : 
- La promotion de la culture et de l'exportation du café[6] ;

- La construction de routes, de ponts en métal et de bâtiments publics tels que le palais national et le théâtre[6] ;

- L'établissement du collège militaire et de la bibliothèque nationale[6] ;

- L'établissement du drapeau et des armoiries, qui resteront en vigueur jusqu'en 1912.

Au cours de cette dernière période, deux faits ont profondément marqué son administration : 
- Le procès et l'exécution du général et ancien président Gerardo Barrios le 29 août 1865[6] ;

- La réforme de l'article 33 de la Constitution afin de garantir sa réélection en 1869[6].

### Renversement et exil
La corruption interne de l'administration publique, les difficultés avec le gouvernement du Honduras et la révolution en gestation par les libéraux guatémaltèques ont favorisé la révolution qui allait renverser son administration, laquelle est défaite par les forces commandées par le maréchal Santiago González en avril 1871. 
Après avoir fait face à une série de procès dont il fut acquitté, il s'exile en Europe en 1872 ; plus tard, il retourne au Salvador. Lors de l'administration Rafael Zaldívar, il est accusé de trahison et est exilé en 1878. Il l'est à nouveau en 1883, après la découverte d'armes à bord du navire Ounalaska, un scandale impliquant de nombreuses personnalités publiques de l'époque. 

### Mort
Après ces faits, il s’installe aux États-Unis et meurt le 4 mars 1884 à San Francisco, en Californie ; ses restes sont rapatriés deux ans plus tard à Santa Tecla, où ils sont déposés dans un lieu désigné par la municipalité. 